# Gordan Maras
Gordan Maras, né le 13 juin 1974 à Zagreb, est un homme politique croate membre du Parti social-démocrate de Croatie (SDP). Il est ministre du Commerce depuis le 23 décembre 2011.

## Biographie

### Débuts politiques et professionnels
Il adhère au SDP en 1997 et devient un an plus tard vice-président du Forum des jeunes du parti. Il sort en 1999 diplômé de sciences économiques de l'université de Zagreb. En 2000, il prend pour deux ans la présidence du Forum des jeunes du Parti social-démocrate.

### Ascension politique
Cadre supérieur entre 2001 et 2004, il est élu député à la Diète en 2007. Il est choisi en 2008 comme vice-président de la commission des Finances et du Budget, puis de la section social-démocrate de Zagreb l'année d'après.
Le 23 décembre 2011, il est nommé ministre de l'Entrepreneuriat et du Commerce dans le gouvernement du Premier ministre social-démocrate Zoran Milanović.